# Liste der Bodendenkmäler im Forstenrieder Park
Auf dieser Seite sind die Bodendenkmäler in dem oberbayerischen gemeindefreien Gebiet Forstenrieder Park zusammengestellt. Diese Tabelle ist eine Teilliste der Liste der Bodendenkmäler in Bayern. Grundlage ist die Bayerische Denkmalliste, die auf Basis des Bayerischen Denkmalschutzgesetzes vom 1. Oktober 1973 erstmals erstellt wurde und seither durch das Bayerische Landesamt für Denkmalpflege geführt wird. Die folgenden Angaben ersetzen nicht die rechtsverbindliche Auskunft der Denkmalschutzbehörde.

| Lage                          | Objekt | Akten-Nr.     | Bild |
| ----------------------------- | --- | ------------- | ---- |
| Forstenrieder Park (Standort) | Verebneter Grabhügel vorgeschichtlicher Zeitstellung.                                                             | D-1-7934-0089 |      |
| Forstenrieder Park (Standort) | Grabhügel vorgeschichtlicher Zeitstellung.                                                                        | D-1-7934-0090 |      |
| Forstenrieder Park (Standort) | Grabhügel vorgeschichtlicher Zeitstellung.                                                                        | D-1-7934-0091 |      |
| Forstenrieder Park (Standort) | Grabhügel vorgeschichtlicher Zeitstellung.                                                                        | D-1-7934-0092 |      |
| Forstenrieder Park (Standort) | Grabhügel vorgeschichtlicher Zeitstellung.                                                                        | D-1-7934-0093 |      |
| Forstenrieder Park (Standort) | Grabhügel vorgeschichtlicher Zeitstellung.                                                                        | D-1-7934-0094 |      |
| Forstenrieder Park (Standort) | Grabhügel vorgeschichtlicher Zeitstellung.                                                                        | D-1-7934-0095 |      |
| Forstenrieder Park (Standort) | Straße der römischen Kaiserzeit mit begleitenden Materialentnahmegruben (Teilstück der Trasse Augsburg-Salzburg). | D-1-7934-0096 |      |
| Forstenrieder Park (Standort) | Grabhügel vorgeschichtlicher Zeitstellung.                                                                        | D-1-7934-0097 |      |
| Forstenrieder Park (Standort) | Grabhügel vorgeschichtlicher Zeitstellung.                                                                        | D-1-7934-0098 |      |
| Forstenrieder Park (Standort) | Grabhügel vorgeschichtlicher Zeitstellung.                                                                        | D-1-7934-0099 |      |
| Forstenrieder Park (Standort) | Grabhügel vorgeschichtlicher Zeitstellung.                                                                        | D-1-7934-0100 |      |
| Forstenrieder Park (Standort) | Grabhügel vorgeschichtlicher Zeitstellung.                                                                        | D-1-7934-0101 |      |
| Forstenrieder Park (Standort) | Verebneter Grabhügel vorgeschichtlicher Zeitstellung.                                                             | D-1-7934-0102 |      |
| Forstenrieder Park (Standort) | Verebneter Grabhügel vorgeschichtlicher Zeitstellung.                                                             | D-1-7934-0103 |      |
| Forstenrieder Park (Standort) | Grabhügel vorgeschichtlicher Zeitstellung.                                                                        | D-1-7934-0105 |      |
| Forstenrieder Park (Standort) | Grabhügel vorgeschichtlicher Zeitstellung.                                                                        | D-1-7934-0106 |      |
| Forstenrieder Park (Standort) | Verebneter Grabhügel vorgeschichtlicher Zeitstellung.                                                             | D-1-7934-0107 |      |
| Forstenrieder Park (Standort) | Grabhügel vorgeschichtlicher Zeitstellung.                                                                        | D-1-7934-0108 |      |
| Forstenrieder Park (Standort) | Grabhügel vorgeschichtlicher Zeitstellung.                                                                        | D-1-7934-0109 |      |
| Forstenrieder Park (Standort) | Grabhügel vorgeschichtlicher Zeitstellung.                                                                        | D-1-7934-0112 |      |
| Forstenrieder Park (Standort) | Grabhügel vorgeschichtlicher Zeitstellung.                                                                        | D-1-7934-0304 |      |
| Forstenrieder Park (Standort) | Grabhügel vorgeschichtlicher Zeitstellung.                                                                        | D-1-7934-0307 |      |
| Forstenrieder Park (Standort) | Grabhügel vorgeschichtlicher Zeitstellung.                                                                        | D-1-7934-0308 |      |
| Forstenrieder Park (Standort) | Grabhügel vorgeschichtlicher Zeitstellung.                                                                        | D-1-7934-0309 |      |
| Forstenrieder Park (Standort) | Grabhügel vorgeschichtlicher Zeitstellung.                                                                        | D-1-7934-0310 |      |
| Forstenrieder Park (Standort) | Grabhügel vorgeschichtlicher Zeitstellung.                                                                        | D-1-7934-0311 |      |
| Forstenrieder Park (Standort) | Grabhügel vorgeschichtlicher Zeitstellung.                                                                        | D-1-7934-0312 |      |
| Forstenrieder Park (Standort) | Grabhügel vorgeschichtlicher Zeitstellung.                                                                        | D-1-7934-0313 |      |
| Forstenrieder Park (Standort) | Grabhügel vorgeschichtlicher Zeitstellung.                                                                        | D-1-7934-0314 |      |
| Forstenrieder Park (Standort) | Grabhügel vorgeschichtlicher Zeitstellung.                                                                        | D-1-7934-0315 |      |
| Forstenrieder Park (Standort) | Grabhügel vorgeschichtlicher Zeitstellung.                                                                        | D-1-7934-0316 |      |
| Forstenrieder Park (Standort) | Grabhügel vorgeschichtlicher Zeitstellung.                                                                        | D-1-7934-0317 |      |
| Forstenrieder Park (Standort) | Grabhügel vorgeschichtlicher Zeitstellung.                                                                        | D-1-7934-0318 |      |
| Forstenrieder Park (Standort) | Grabhügel vorgeschichtlicher Zeitstellung.                                                                        | D-1-7934-0319 |      |
| Forstenrieder Park (Standort) | Grabhügel vorgeschichtlicher Zeitstellung.                                                                        | D-1-7934-0320 |      |
| Forstenrieder Park (Standort) | Grabhügel vorgeschichtlicher Zeitstellung.                                                                        | D-1-7934-0321 |      |
| Forstenrieder Park (Standort) | Grabhügel vorgeschichtlicher Zeitstellung.                                                                        | D-1-7934-0322 |      |
| Forstenrieder Park (Standort) | Grabhügel vorgeschichtlicher Zeitstellung.                                                                        | D-1-7934-0323 |      |
| Forstenrieder Park (Standort) | Grabhügel vorgeschichtlicher Zeitstellung.                                                                        | D-1-7934-0324 |      |
| Forstenrieder Park (Standort) | Grabhügel vorgeschichtlicher Zeitstellung.                                                                        | D-1-7934-0325 |      |
| Forstenrieder Park (Standort) | Grabhügel vorgeschichtlicher Zeitstellung.                                                                        | D-1-7934-0332 |      |
| Forstenrieder Park (Standort) | Grabhügel vorgeschichtlicher Zeitstellung.                                                                        | D-1-7934-0333 |      |
| Forstenrieder Park (Standort) | Grabhügel vorgeschichtlicher Zeitstellung.                                                                        | D-1-7934-0334 |      |
| Forstenrieder Park (Standort) | Grabhügel vorgeschichtlicher Zeitstellung.                                                                        | D-1-7934-0345 |      |
| Forstenrieder Park (Standort) | Grabhügel vorgeschichtlicher Zeitstellung.                                                                        | D-1-7934-0346 |      |
| Forstenrieder Park (Standort) | Grabhügel vorgeschichtlicher Zeitstellung.                                                                        | D-1-7934-0347 |      |
| Forstenrieder Park (Standort) | Grabhügel vorgeschichtlicher Zeitstellung.                                                                        | D-1-7934-0349 |      |